# Ninna-ji

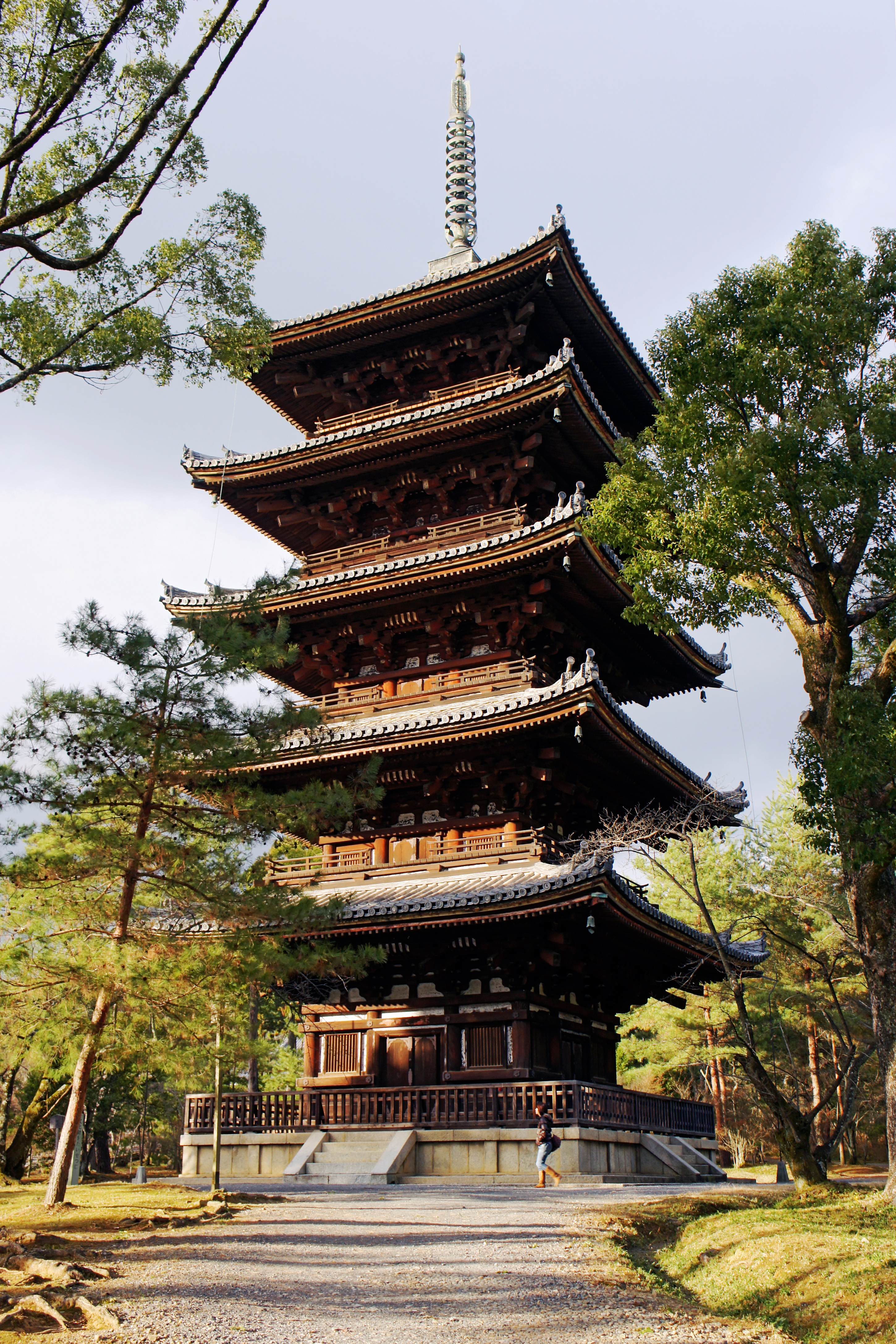
Pagoda

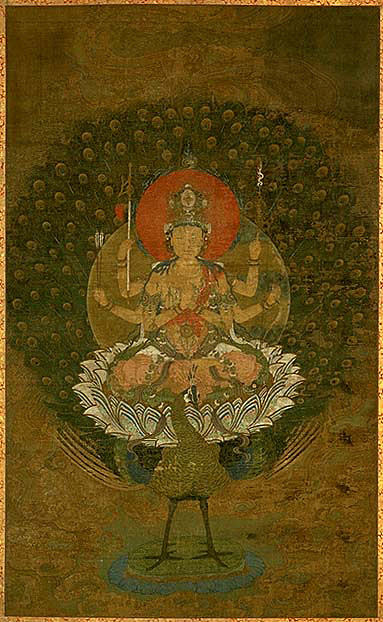
Mahamayuri

Ninna-ji (仁和寺 'Ninna-ji'?) es uno de los principales templos budistas de la escuela Shingon de Japón. Se encuentra en la parte occidental de la ciudad de Kioto y fue fundado en el año 888 for el emperador Uda. Es parte de los "Monumentos históricos de la antigua Kioto", sitios considerados Patrimonio de la Humanidad por la Unesco.

## Historia
Ninna-ji fue fundado a principios del período Heian. En 886, el emperador Kōkō ordenó la construcción del Templo Nishiyama Goganji para bendecir a la nación y propagar las enseñanzas budistas, pero no llegó a verlo terminado, ya que falleció poco tiempo después. El emperador Uda, en 888, fue quien ordenó la finalización de la construcción del templo y decidió llamarlo "Ninna" por el año de reinado del fallecido emperador Kōkō. Entre 888 y 1869, por tradición, cada emperador reinante envió a un hijo varón al templo para que asumiera el cargo de sacerdote principal cada vez que se generaba una vacante.
Después de abandonar el trono, el emperador Uda se convirtió en el primer monzeki, o sacerdote aristocrático, de Ninna-ji. Desde ese momento hasta el final del período Edo, los sacerdotes principales del templo fueron miembros de la familia imperial.
En 1467, el templo fue destruido en un incendio durante la guerra de Ōnin. Fue reconstruido aproximadamente ciento cincuenta años más tarde gracias al hijo mayor del emperador Go-Yōzei, Kakushin Hosshinnō, quien obtuvo ayuda de Tokugawa Iemitsu, el tercer shogun del shogunato de Tokugawa. La revitalización coincidió con la reconstrucción del Palacio Imperial de Kioto y por ese motivo fue financiada por el gobierno imperial. 
La tradición de que los sacerdotes principales del templo fuesen aristócratas o miembros de la familia imperial culminó con el trigésimo monzeki, Junnin Hosshinnō, al final del período Edo.
La mayor parte de los edificios que aún siguen en pie datan del siglo XVII, e incluyen una pagoda de cinco pisos y un huerto de cerezos enanos.

## Edificios
- Tesoro Nacional de Japón
  - Pabellón Dorado
- Propiedad Cultural Importante de Japón
  - Pagoda
  - Kyozo
  - Puerta de Nio
  - Chumon
  - Shoro
  - Kannon-do
  - Miei-do
  - Chumon de Miei-do
  - Kyusho-myojin
  - Omotemon de Honbo
  - Ryokaku-tei
  - Hito-tei
- Otros
  - Chokushimon
  - Shinden
  - Reimeiden
  - Kuro Shoin
  - Shiro Shoin